# Tarphius zerchei
Tarphius zerchei là một loài bọ cánh cứng trong họ Zopheridae. Loài này được Gillerfors miêu tả khoa học năm 1997.